# Otto Müller (Maler)

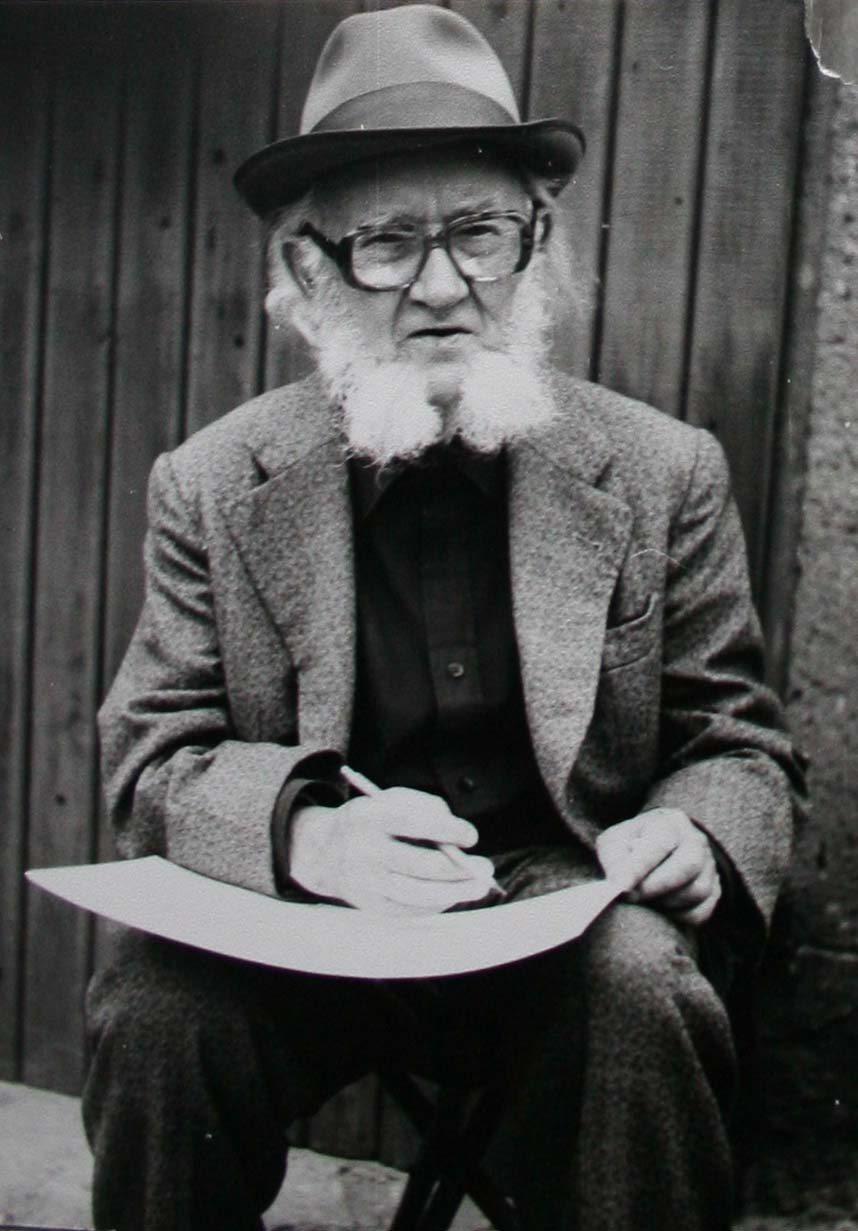
Otto Müller beim Skizzieren in Halle, ca. 1975

Otto Müller (* 21. November 1898 in Cröllwitz; † 9. Dezember 1979 in Merseburg) war ein deutscher Maler und Grafiker.

## Leben und Schaffen

### Elternhaus

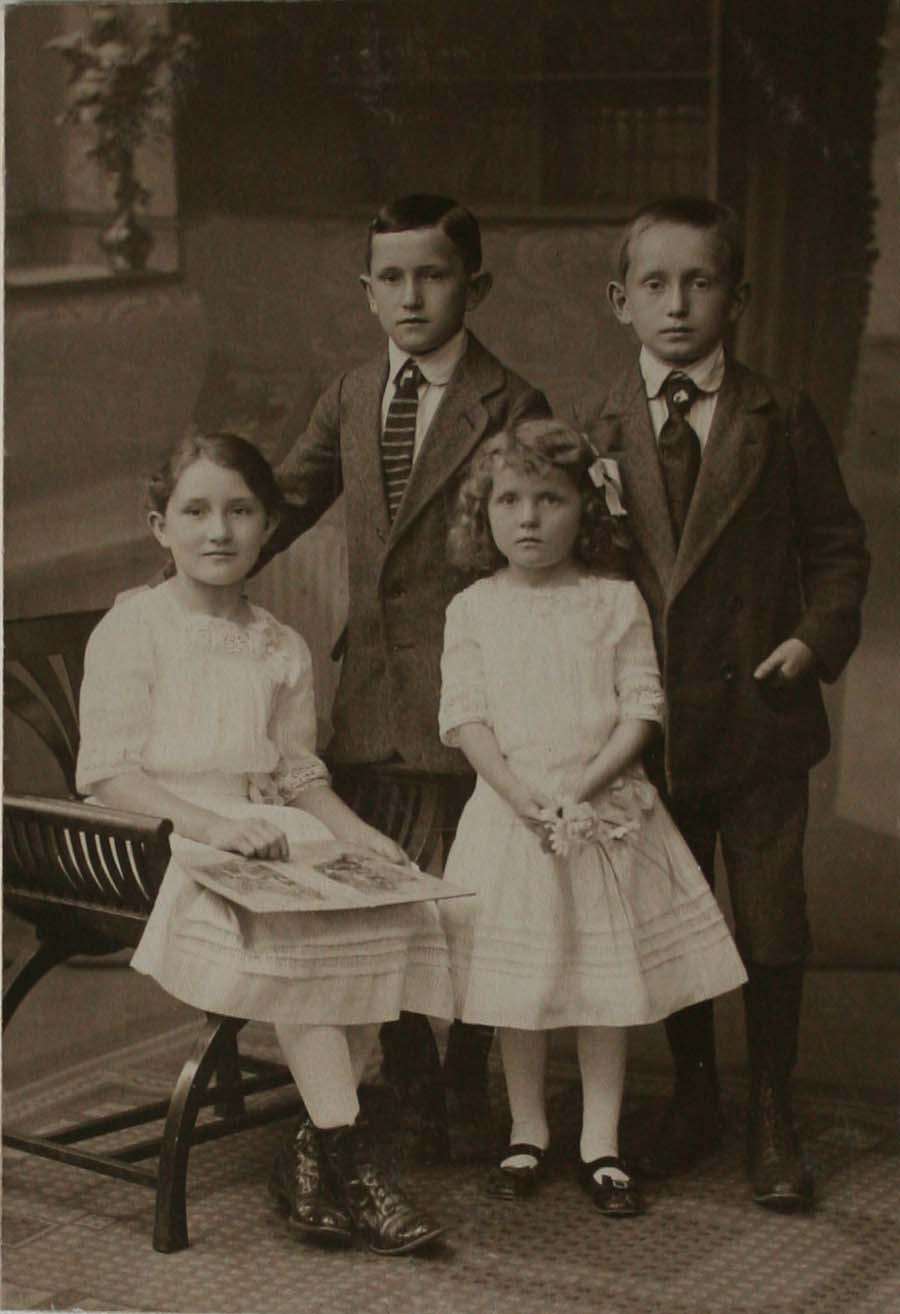
Otto Müller (hinten links) mit seinen Geschwistern, Halle ca. 1913

Otto Müller wurde am 21. November 1898 in Cröllwitz als ältestes Kind des Lokomotivführers Karl Christoph Friedrich Otto Müller (1874–1951) und seiner Frau Anna Müller, geb. Schmidt (1876–1923), geboren. Er hatte drei Geschwister.

### Ausbildung
Nach dem Besuch der achtjährigen Volksschule in Halle erlernte er auf eigenen Wunsch von 1913 bis 1917 den Beruf des Lithographen. Von 1914 bis 1918 besuchte er bei Erwin Hahs Abendkurse im Zeichnen und Malen an der Staatlichen Städtischen Handwerkerschule, der späteren Kunstgewerbeschule Burg Giebichenstein in Halle.
1918 wurde Otto Müller zum Militärdienst im Ersten Weltkrieg an die Westfront nach Frankreich einberufen.
Nach seiner Entlassung aus dem Militärdienst 1919 nahm er das Studium der Malerei an der Kunstgewerbeschule Burg Giebichenstein auf. Er war von 1919 an in der neu errichteten Klasse für Malerei Schüler von Hahs. Seit diesen frühen Studienjahren verband Müller eine enge Freundschaft mit seinen Studienkollegen Paul Zilling und Helmut Schröder. 1927 wechselte er zusammen mit Schröder in die Klasse des neu an die Burg berufenen Professors für Malerei und Graphik Charles Crodel. In den Jahren seiner Ausbildung bei Crodel war Müller mit Kurt Bunge befreundet.
Beide Lehrer, Hahs und Crodel, haben Müllers künstlerische Entwicklung beeinflusst: Das genaue Naturstudium war für ihn die Grundlage jeglichen künstlerischen Schaffens. Hahs verdankte Müller weiterhin die Schulung seiner formalen Ausdrucksmöglichkeiten in Hinsicht auf eine konstruktive Bildkomposition bis hin zur Abstraktion. Die locker komponierten, oft auch farbig heiteren Crodelschen Bilder gaben Müller neue malerische Anregungen.
Müller hat das Studium mehrmals und für längere Zeit unterbrochen, um Geld zu verdienen. 1920 bis 1922 und 1924 bis 1925 arbeitete er als Dekorationsmaler in den Leunawerken. 1923 bis 1924 ging er auf „Walze“. In Göttingen arbeitete er als Bühnenmaler am Deutschen Theater. Seine Reise führte ihn bis nach Süddeutschland, wo er in Kochel am See Arbeit beim Aufbau des Kraftwerks Walchensee fand. 1929 legte er bei dem Dekorationsmaler O. Möllhoff in Halle die Prüfung als Malergeselle ab.

### Berufs- und Familienleben bis 1945
1930 bis 1941 war Müller in der Farbenfabrik „Technische Chemikalien- und Compagnie GmbH Halle“ als Laborant und Abteilungsleiter angestellt.

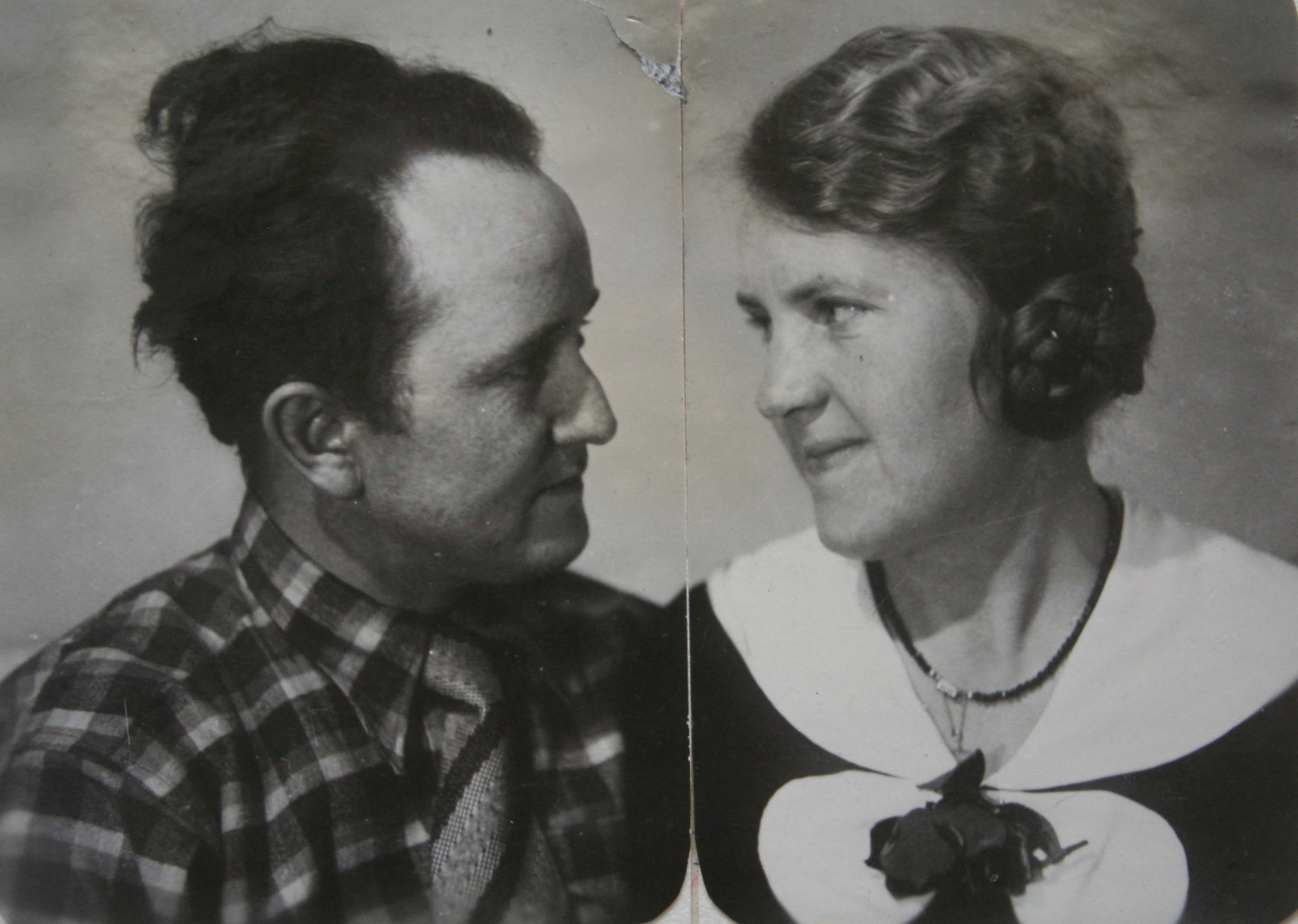
Otto und Senta-Luise Müller, geb. Demmer

1936 heiratete er Senta-Luise Demmer; sie hatten zwei Kinder.
In der Zeit des Nationalsozialismus war Müller obligatorisch Mitglied der Reichskammer der bildenden Künste.
1938 wurde Müller zum Reichsarbeitsdienst eingezogen und kam am Westwall zum Einsatz. Von 1941 bis 1945 arbeitete er als Technischer Zeichner bei den Siebel Flugzeugwerken in Halle und wurde daher nicht mehr zum Kriegsdienst herangezogen.

### Berufs- und Familienleben ab 1945
Ab dem 1. Juli 1945 arbeitete Otto Müller als freischaffender Maler und Graphiker in Halle. 1946 wurde er in den „Verband Bildender Künstler“ (VBK) aufgenommen.
1947 zog die Familie in die Fischer-von-Erlach-Straße 14. In derselben Baracke wohnten folgende Künstlerkollegen mit ihren Familien: Meinolf Splett (1911–2009), Fritz Stehwien (1914–2008), Clemens Kindling (1916–1992), Frau Braun (bekannt mit dem Architekten Hanns Hopp), Kurt Völker (Bruder von Karl Völker). In der Nachbarbaracke wohnten Richard Horn, Karl Erich Müller, Herbert Lange (1920–2001) und Helmut Schröder.
Otto Müller war Mitglied der halleschen Künstlervereinigung Die Fähre (1947–1949).

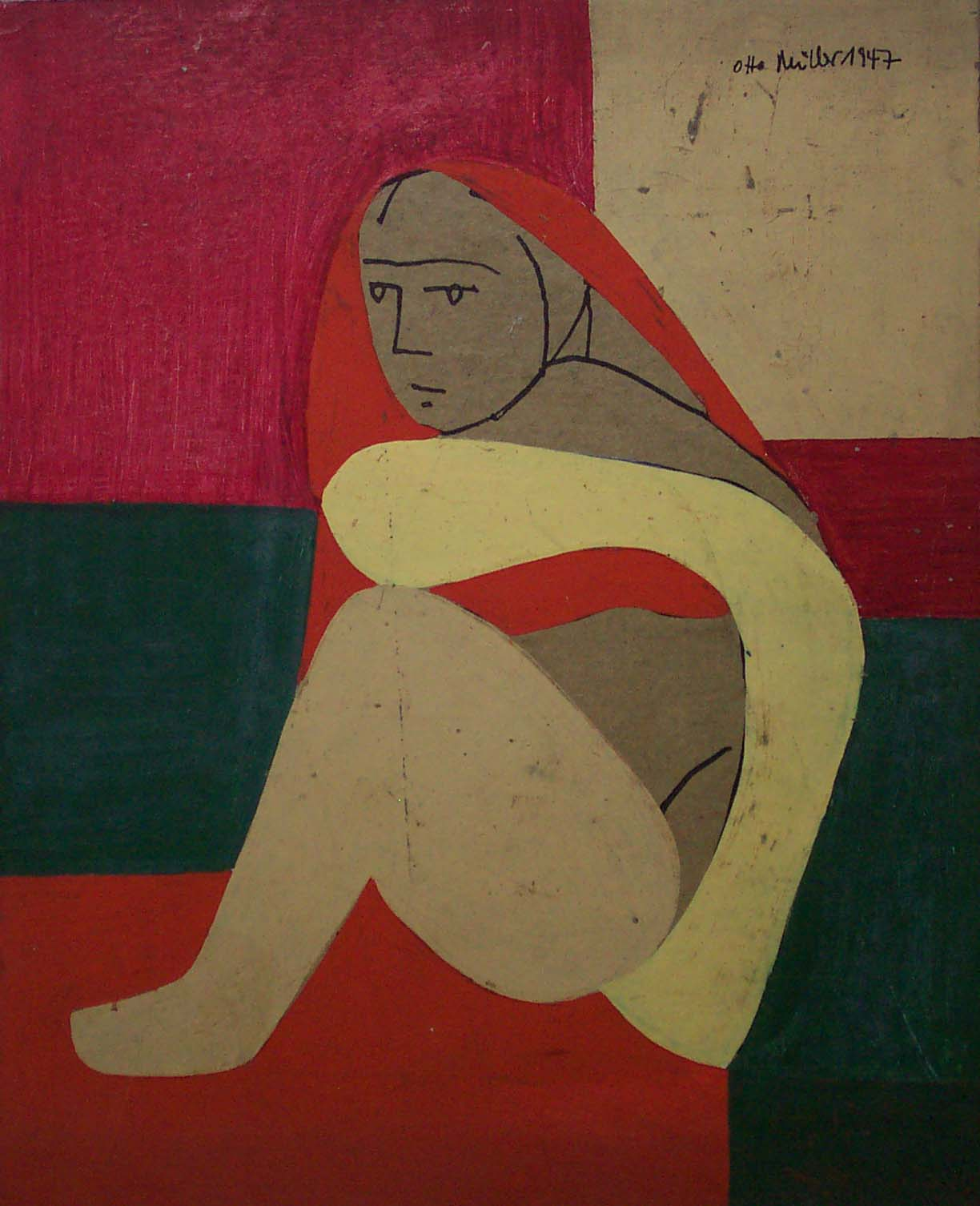
Otto Müller: Sitzende. Öl auf Hartfaser, 24,5 × 20 cm, 1947

Im März 1948 stellte Otto Müller zusammen mit Charles Crodel, Kurt Bunge und Karl Rödel in der Galerie Henning in Halle aus. Für seine künstlerischen Beiträge wurde er von Richard Horn in der Einleitung zum Ausstellungskatalog als „die interessanteste Persönlichkeit der vier ausstellenden Künstler“ bezeichnet. Mit drei graphischen Arbeiten von 1947 war Otto Müller als einziger hallescher Künstler (neben Willi Sitte) auf der 1956 vom Deutschen Kulturrat in München veranstalteten Gesamtdeutschen Graphik-Ausstellung in der Städtischen Galerie und Lenbach-Galerie vertreten. Einer der maßgeblichen Jury-Mitglieder war Crodel.
1954 zog Otto Müller in den ersten Wohnungsneubau in Halle seit 1945, in die damalige Stalinallee 57b (seit 1990 Merseburger Straße 127). Von 1951 bis etwa 1964 entstanden Arbeiten in der Landwirtschaft, dem Bergbau und der Industrie wie z. B. in der Maschinenfabrik Halle. In diesem Zusammenhang entstand das Ölbild Der Maschinenformer (heute im Besitz der Stiftung Moritzburg – Kunstmuseum des Landes Sachsen-Anhalt in Halle).
1959 bis 1966 war Müller Mitglied der Sektionsleitung „Maler und Graphiker“ des VBK des Bezirkes Halle und initiierte in dieser Funktion Atelierbesuche bei Künstlerkollegen.

### Letzte Schaffensperiode, 1963–1979
Aus Anlass seines 65. Geburtstages wurde ihm 1963 für sein künstlerisches Gesamtwerk und die Fliesenmalerei im Schulgebäude an der Frohen Zukunft der Kunstpreis der Stadt Halle verliehen. In diesem Zusammenhang wurde sein Schaffen auch in einer Ausstellung in der Staatlichen Galerie Moritzburg, dem heutigen Kunstmuseum, gewürdigt. In seinem Geleitwort zum Katalog schrieb der damalige Direktor Heinz Schönemann: „Man könnte ihn, der selbst ein Schüler der Burg Giebichenstein war, einen stillen Lehrer der halleschen Maler nennen. Denn so vieles, was uns an deren Werken erfreut, ist letzten Endes von ihm ausgegangen. Seine reiche Phantasie, seine Gründlichkeit und sein technisches Wissen, sein offenes Auge für die Reize unseres Lebens, sind seinen Kollegen immer Vorbild gewesen.“
Seit Ende der 50er Jahre suchten kunstbegeisterte junge Leute die Nähe zu ihm und entwickelten sich durch intensive Gespräche und gemeinsame Studien zu professionellen Künstlern. Dazu gehören Falko Warmt (bei Müller 1960–1963), Karl-Heinz Köhler und Wolfgang Grunwald.
Seit der zweiten Hälfte der 60er Jahre widmete sich Otto Müller neben der Darstellung von Pflanzen insbesondere der Porträtierung von Mädchen in Wachsmaltechnik. In den 1970er Jahren ging Otto Müller mit seinem Künstlerfreund Karl Erich Müller in Halle, Merseburg und im Saalkreis skizzieren. Im Ergebnis dieser Studien entstanden mehrere Hundert Zeichnungen und Aquarelle, die die dem Abriss geweihten Altstadtbilder dokumentieren. Eine große Zahl graphischer Stadtlandschaften befindet sich heute im Halleschen Stadtarchiv.
Am 9. Dezember 1979 starb Müller an einer schweren Lungenkrankheit im Carl-von-Basedow-Klinikum in Merseburg.

## Rezeption
„Otto Müller wurde insbesondere wegen seiner handwerklichen Gediegenheit so etwas wie das gute Gewissen der Hallenser Maler. Neben dekorativ angelegten Porträts sind Gräser bevorzugtes Motiv („Gräser-Müller“). Die Grasstücke haben zuweilen einen emailartigen Glanz, sie leben von einer mosaikhaft heiteren, manchmal auch gobelinhaft ernsten Farbe und von einer gemmenhaft geschnittenen Linie. Das zeichnerische Werk besticht durch eine Poesie der Genauigkeit – hart und präzise stehen die Linien zueinander, oft ohne jegliche Ton, ohne Wiedergabe von Licht und Schatten, sie kennzeichnen das Konstruktive in der Natur.“

## Werke
Otto Müller beherrschte eine große Zahl graphischer und malerischer Techniken:
- Zeichnung: Bleistift-, Bunt- und zeitweilig Filzstiftzeichnungen, Rötelzeichnungen, Sepiazeichnungen (mit Feder), Tuschzeichnungen (mit Pinsel), Aquarell
- Malerei: Temperatechnik, Wachsmalerei, Ölmalerei
- selbst entwickelte Mischtechniken

Von Jugend an legte er großen Wert auf die handwerkliche Qualität einer Arbeit.
Themen, die sich durch das ganze Schaffen Otto Müllers ziehen, sind Darstellungen von Menschen, Pflanzen, Tieren und Landschaften. Anerkennend und zur Abgrenzung gegen andere Künstler desselben Namens wurde Otto Müller daher oft „Blumen“- oder „Gräser-Müller“ genannt. Otto Müller hat sowohl gegenständlich als auch abstrakt gearbeitet.

## Werke Müllers in Museen und öffentlichen Sammlungen (unvollständig)
- Urata Balla, Nigeria (1967, Öl auf Sperrholz, 66 × 48 cm; Galerie Neue Meister Dresden, Gal-Nr. 3762)[2]
- Harz-Straße (1975, Sepia und Tempera, lackiert, 35,1 × 49,3 cm; Museum Schloss Bernburg)[3]

## Ausstellungen (unvollständig)
- 1928: Ausstellung der Schülerarbeiten von Otto Müller im Roten Turm Halle
- 1934: Beteiligung an der Ausstellung „Hallesche Kunst“ im Anhaltischen Kunstverein Dessau
- 1938: München, Große Deutsche Kunstausstellung (mit dem Tempera-Bild Löwenzahn, erworben durch Fritz Sauckel)[4]
- 1939: Preisträger des Wettbewerbs „Schafft schöne Heimatkunst“ Halle
- 1940: Halle/Saale, Städtisches Moritzburg-Museum („Junges Kunstschaffen der Gaue Halle-Merseburg, Magdeburg-Anhalt und Thüringen“)
- 1940: Halle/Saale, Städtisches Moritzburg-Museum („Blumenbilder und Stilleben“)
- 1946: Beteiligung an der ersten deutschen Kunstausstellung nach dem Krieg in Berlin
- 1948: Beteiligung an der Ausstellung „Die Welt im Schleier der Farbe: Carl Crodel, Kurt Bunge, Otto Müller, Karl Rödel“ in der Galerie Henning Halle
- 1948: Beteiligung an der Ausstellung „Das Aktbild“ in der Galerie Marktschlößchen in Halle, veranstaltet von der Halleschen Künstlervereinigung „Die Fähre“
- 1949: Ausstellung von Tierzeichnungen und -bildern von Otto Müller, veranstaltet von der Halleschen Künstlervereinigung „Die Fähre“
- 1951: Ausstellung von graphischen Studien in der Maschinen-Traktoren-Station (MTS) Volkstedt
- 1956: Beteiligung an der vom Deutschen Kulturrat veranstalteten Gesamtdeutschen Graphik-Ausstellung in der Städtischen Galerie und Lenbach-Galerie München
- 1963–1964: zum 65. Geburtstag: Ausstellung über das Gesamtwerk in der Staatlichen Galerie Moritzburg Halle
- 1967, 1972, 1977: Beteiligung an den Kunstausstellungen der DDR in Dresden
- 1968: Zum 70. Geburtstag Ausstellung in der „Kleinen Galerie“ Halle
- 1976: Ausstellung im Carl-von-Basedow-Klinikum in Merseburg
- 1977: Eröffnung der Galerie des Staatlichen Kunsthandels der DDR am Hansering in Halle mit einer Ausstellung von Otto Müller
- 1977: Ausstellung in der Galerie am Sachsenplatz Leipzig (Zeitungsrezensionen Sächsisches Tageblatt 28. Dezember 1977, LVZ 29. Dezember 1977)
- 1978–1979: Zum 80. Geburtstag: Ausstellung in der Galerie Marktschlößchen in Halle
- 1979–1980: Ausstellung „Kunst aus Halle“ in der Galerie „Spektrum“ (später „Schmidt-Rottluff“) in Chemnitz
- 1979–1980: Beteiligung an der Ausstellung „Kunst aus der DDR, Bezirk Halle“ im Kunstverein Hannover

postume Einzelausstellungen
- 1979–1980: Ausstellung aus den Beständen des halleschen Stadtarchivs (Stadtansichten) in der Kleinen Galerie des Physiologisch-Chemischen Instituts der Universität Halle
- 1980: Ausstellung (Malerei und Graphik) im Kulturhaus der Mansfelder Bergarbeiter „Wilhelm Pieck“ Eisleben (Mansfeldgalerie)
- 1988: Ausstellung (Malerei und Graphik) im Kreismuseum Aschersleben
- 1998: Zum 100. Geburtstag: Ausstellung „Halle-Bilder“ des Halleschen Kunstvereins e. V. im Foyer des Opernhauses Halle
- 2024: Ausstellung im LWL-Museum für Kunst und Kultur in Münster

postume Gruppenausstellungen
- 1980: „Befreite Kunst. Malerei, Graphik, Plastik 1945–1949“ in der Staatlichen Galerie Moritzburg Halle
- 1985: „Sammlung Handzeichnungen der DDR“ in der Kunstgalerie Gera
- 1989: „Hallesche Künstlervereinigung ‚Die Fähre‘“ im Marktschlößchen in Halle
- 1990–1991: „Spannungsfeld Halle. Von Künstlern gesehen.“ in der Staatlichen Galerie Moritzburg Halle
- 1993: „Halle in der Nachkriegszeit. Malerei, Grafik und Plastik aus Privatbesitz.“ im Universitätsmuseum „Burse zur Tulpe“ in Halle
- 1998: „Verfemte Formalisten. Kunst aus Halle/Saale 1945–1963“ in der Landesvertretung Sachsen-Anhalts in Bonn und im Kunstverein Talstraße e. V. in Halle
- 1998: „Kunst aus halleschem Privatbesitz“ im Kunstverein Halle in der Lerchenfeldstraße
- 2007: „Herbert Kitzel (1928–1978) und Freunde. Die Zeit in Halle“ im Künstlerhaus 188 in Halle, Hallescher Kunstverein e. V.